# Eerste Noord-Hollandse Autobus Onderneming
De Eerste Noord-Hollandse Autobus Onderneming (ENHABO), voorheen Evert van der Does & Zonen, is een voormalig openbaarvervoerbedrijf uit Landsmeer (Noord-Holland) en exploiteerde het openbaar vervoer in de Zaanstreek. Het bedrijf ontstond op 1 augustus 1921 en werd in 24 april 1991 overgenomen door de NZH uit Haarlem.

## Geschiedenis

### Vroege geschiedenis
De oorsprong van het bedrijf lag bij een pionierende zakenman Evert van der Does uit Landsmeer. Hij wilde een buslijn van Landsmeer naar Amsterdam instellen. Tot dan toe kon men slechts op moeizame wijze Amsterdam bereiken. Hij stelde een Fordje, geschikt voor 21 personen, in dienst. Hij zat zelf achter het stuur maar ook zijn zoon Evert van der Does junior.
In 1922 verscheen al een tweede bus, nu een Opel uit Duitsland. Spoedig volgde ook een derde bus, een Dürrkop met een carrosserie van Schwarze. De bus was uitgevoerd met luxe zetels, tapijt en gordijnen en was van binnen betimmerd met mahoniehout. Ook ging hij nu tourvervoer verzorgen.
Al spoedig kreeg het bedrijf de naam Eerste Noord-Hollandsche Autobusonderneming, voorheen Evert van der Does & Zonen. In de eerste jaren had het bedrijf twaalf personeelsleden en zes bussen, met in totaal 99 zitplaatsen.
Er werd aanvankelijk gereden tussen Landsmeer en Amsterdam en tussen Oostzaan en Amsterdam. Op dinsdag werd ook tussen Oostzaan en Purmerend gereden in verband met de marktdag. Later werd ook een dienst op marktdagen van Landsmeer naar Purmerend gestart en werd de fa. Rossenaar overgenomen, die deze dienst oorspronkelijk exploiteerde.

### Crisisjaren en Tweede Wereldoorlog
Toen Evert van der Does senior in 1932 overleed werd zijn zoon Evert van der Does junior directeur. Zijn andere zoon Piet van der Does werkte elders maar was wel zijdelings betrokken bij het bedrijf.
Het bedrijf werd groter doordat het kleine particuliere vervoerders uit de Zaanstreek overnam, waaronder Jan Onrust uit Oostzaan in 1941. Ook werd het bedrijf een Naamloze vennootschap. Het busnet bestond toen uit lijnen tussen Amsterdam en Landsmeer, Purmerend, Oostzaan en Zaandam.
In de Tweede Wereldoorlog werd een groot deel van het wagenpark gevorderd, maar daarna vrijwel volledig weer teruggevonden. In 1943 overleed Evert van der Does junior.

### Na de Oorlog
Na de Tweede Wereldoorlog ging het steeds beter met het bedrijf. Broer Piet van der Does nam de leiding over en werd directeur. Het bedrijf, vooral het tourgedeelte, groeide steeds verder uit.
In 1949 werd, volledig op Amsterdams grondgebied, een nieuwe lijn 5 geopend als opvolger van de in 1932 opgeheven GVB buslijn M naar Nieuwendam, Durgerdam en Ransdorp. De gemeente Amsterdam, die het belang van de lijn erkende, vergoedde een deel van het exploitatietekort.
In 1953 werd de Maatschappij tot exploitatie van autobussen en autobusondernemingen (MEA) overgenomen en ging men in de gehele Zaanstreek rijden.

### Jaren zestig
In 1960 bestond het busnet uit:
- Lijn 1: Purmerend – Purmerland – Landsmeer – Kadoelen – Amsterdam Tolhuis. Het gedeelte Purmerend – Landsmeer werd afzonderlijk gereden van het traject Landsmeer – Tolhuis en kende een beperkte dienst, alleen op de dinsdagse marktdag in Purmerend werden er meer ritten gereden. Aan het Tolhuis reed lijn 1 verder als lijn 4 naar Krommenie.
- Lijn 2: Tolhuis – Kadoelen – Oostzaan – Zaandam.
- Lijn 3: Purmerend – Oostzaan. Lijn 3 reed alleen op dinsdag en zondag.
- Lijn 4: Krommenie – Wormerveer – Zaandijk – Zaandam – Amsterdam Tolhuis. Aan het Tolhuis reed lijn 4 verder als lijn 1 naar Landsmeer.
- Lijn 5: Tolhuis – Nieuwendam – Durgerdam – Ransdorp.
- Lijn 6: Assendelft – Westzaan – Zaandam – Purmerend.
- Lijn 9: Stadsdienst Zaandam naar Kogerveld (geopend in 1960).
- Lijn 10: Stadsdienst Zaandam naar Poelenburg (geopend in 1960).

De frequentie was op de lijnen 1 en 4 een halfuursdienst. Lijn 2 reed een afwijkende 40-minuten-frequentie. Lijn 5 reed om het uur en lijn 6 om de anderhalf uur. Lijnen 1 en 3 naar Purmerend hadden een onregelmatige dienst. Alleen op dinsdag reed lijn 1 vaker. Lijn 3 reed alleen op dinsdag en zondag.
In 1966 ging lijn 5 over naar het GVB en werd vernummerd in lijn 30. Ook reed de lijn niet meer naar het Tolhuis maar takte in Nieuwendam aan op lijn 32.
Datzelfde jaar werd ook een snelle busverbinding (lijn 7) tussen de Zaanstreek en Amsterdam Surinameplein ingesteld. Op 18 oktober 1971 werd de lijn verlengd naar het Stadionplein, in 1977 verlegd naar de Olympiaweg en in 1978 verlengd naar Station Zuid.
De verbinding werd mogelijk na de ingebruikname van de Coentunnel. Tevens nam lijn 7 het traject Krommenie – Zaandam over van lijn 4. Lijn 4 nam op zijn beurt het traject Assendelft – Zaandam over van lijn 6. Lijn 6 werd beperkt tot het traject Zaandam – Purmerend en er kwam een nieuwe lijn 8 van Assendelft naar Zaandam. Zowel lijn 6 als lijn 8 reden maar één rit per dag, precies voldoende voor de vergunning. Zowel lijn 3, 6 en 8 werden in 1973 geheel opgeheven. Na de opening van de IJtunnel in 1968 gingen de lijnen 1, 2 en 4 van het Tolhuis naar de Buiksloterweg. De tak van lijn 4 van Zaandam naar Westzaan werd voortaan gereden als lijn 5. 

### Samenwerking GVB
In 1969 nam de gemeente Amsterdam 80% van de aandelen over (Zaandam de overige 20%) en ging het bedrijf samenwerken met het Amsterdamse vervoerbedrijf GVB. De ENHABO werd hierdoor een dochter van het GVB waarvan de directeur ir. J.M. Ossewaarde ook directeur van de ENHABO werd. De arbeidsvoorwaarden, maar ook bijvoorbeeld het uniform, waren vrijwel gelijk aan die van het GVB, behalve het logo.
In 1969 werd een complete GVB-verbinding (lijn 37) overgenomen door de ENHABO en deze lijn werd gedegradeerd tot spitslijn. Gelijktijdig werd lijn 4 verlegd langs de route van lijn 37 door Tuttifruttidorp naar het Centraal Station. Tevens gold op lijn 4 nu stadsvervoer en kon met GVB-plaatsbewijzen worden gereisd binnen de stad.
Lijnen 1 en 2 gingen in 1970 via Banne Buiksloot rijden en de route werd verlengd naar het Centraal Station. Ze vervingen buiten de spits, behalve op zaterdagmiddag, GVB-lijn 34 die nu net als lijn 37 als ENHABO-spitslijn werd gereden. Op zaterdagmiddag was de capaciteit echter te gering en reden er extra GVB-bussen op lijn 34.
Op alle gecombineerde ENHABO / GVB lijnen waren ook GVB plaatsbewijzen geldig en konden worden gekocht voor reizen binnen Amsterdam maar men ontving wel een becksonkaartje. Buiten Amsterdam golden echter alleen de duurdere ENHABO plaatsbewijzen, wat soms tot vreemde oplossingen leidde. Hier besteedde het VARA televisieprogramma Hoe bestaat het zelfs aandacht aan in een item. Hierbij diende een stel aan de gemeentegrens van Amsterdam de bus vanwege een rijksbepaling even te verlaten door de uitstapdeur.
Vervolgens moesten ze dan snel weer op dezelfde halte de bus betreden door de instapdeur en dan een streekkaartje kopen omdat het van rijkswege niet was toegestaan om bij een interlokale reis een (goedkoper) stadskaartje te combineren met een (duurder) streekkaartje. Alleen op deze manier was het mogelijk het stads- en streektarief te combineren en dus minder hoeven te betalen dan nodig was.
Na klachten over te volle bussen ging het GVB lijn 34 in 1971 weer zelf rijden en werd de lijn weer een volwaardige GVB-lijn. Hiervoor in de plaats gingen ENHABO-chauffeurs vanuit garage Noord met GVB-bussen spitsdiensten rijden op de Noordlijnen 32, 33 en 34 en vanaf 1973 op de Bijlmerlijnen 55 en 56. Lijn 7 kreeg in 1971 in de eerste fase van "Lijnen voor morgen" een stadsvervoerfunctie ter compensatie van de verlegde tramlijn 1.

### Jaren zeventig en tachtig

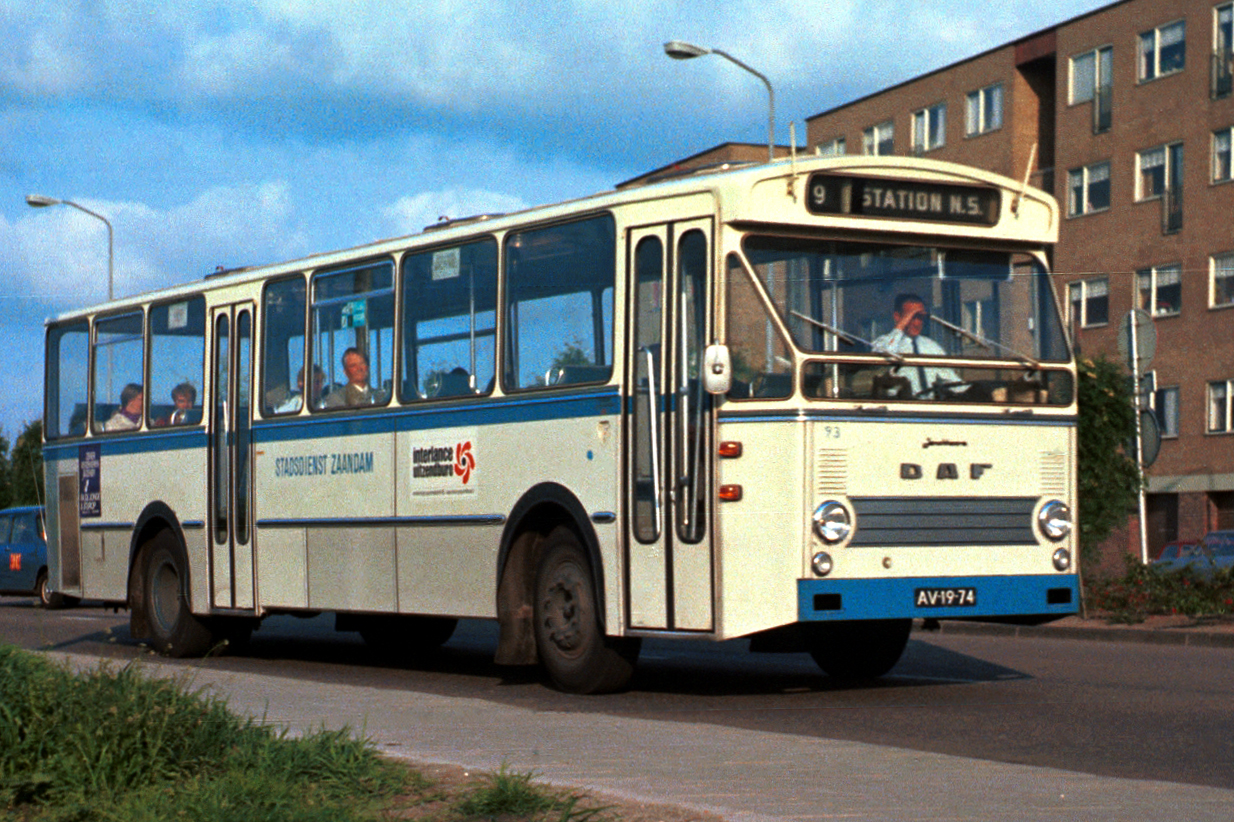
DAF bus 93 op lijn 9 ca. 1978

In 1971 werd het stadsnet van Zaandam uitgebreid met lijn 11 naar de Haven en naar de naar de nieuwe wijk het Kalf, in een anderhalf uur frequentie. In 1974 werd lijn 9 vernummerd in lijn 13, lijn 10 in lijn 14 en de tak van lijn 11 naar het Kalf in lijn 12. Lijn 4 werd met lijn 5 gecombineerd tot een ringlijn in twee richtingen tussen Amsterdam, Zaandam, Westzaan, Zaandijk en Koog aan de Zaan. Assendelft verloor zijn rechtstreekse verbinding met Zaandam en was voortaan aangewezen op de NZH-lijn Beverwijk-Purmerend.   
In 1975 werd het tour- en groepsvervoer van de ENHABO afgestoten.
In 1976 moest de ENHABO in opdracht van minister Tjerk Westerterp op de lijnen 1 en 2 in de stille uren de frequentie halveren. Het personeel ging in staking en uiteindelijk werd de maatregel teruggedraaid. In datzelfde jaar werd bij de ENHABO als eerste bedrijf in Nederland het zonetarief ingevoerd.
In 1977 werd sneldienst 6 tijdens de spitsuren ingesteld tussen Purmerend en het Surinameplein via de Coentunnel. Deze lijn kende tot de invoering van het zonetarief in Amsterdam geen stadsvervoer. Lijn 11 en 13 werden gecombineerd tot lijn 13 Haven-Station-Kogerveld. Door lijn 4 werd één keer per uur naar Assendelft gereden waardoor de rechtstreekse verbinding met Zaandam terugkeerde.   
Na de opheffing en inkorting van de Bijlmerlijnen gingen de ENHABO-chauffeurs op GVB-bussen van lijn 47 en later ook lijn 42 dienstdoen. Spitslijn 37 werd in 1978 vernummerd in lijn 4S. Op 20 december 1978 werd lijn 7 verlengd naar Station Zuid. De lijn kreeg op alle dagen en tijden een 20 minutendienst voor aansluiting op de Schiphollijn. Na 10 dagen werd in de avonduren en op zondag in opdracht van de minister de frequentie weer teruggebracht naar 30 minuten en was er van een aansluiting geen sprake meer.
In 1979 werd lijn 4 weer ingekort tot de Peperstraat. Het traject naar Westzaan en Assendelft werd overgenomen door lijn 41, die ook de tak naar de Haven overnam en een lijn 44 die na Westzaan naar Koog aan de Zaan reed. Een nieuwe lijn 42 verbond Zaandam ten oosten van de Zaan met Zaandijk en reed daarna naar de Rooswijk in Zaandijk en Westzijderveld in Koog aan de Zaan welke wijken daarmee beter werden bediend. Ook het nieuwe gemeentehuis van Zaanstad in de Rooswijk in Zaandijk kreeg hiermee een bushalte op loopafstand.   
In 1981 werd de frequentie op de stadslijnen 12-14 verdubbeld tot een kwartierdienst, behalve op zondag en in de zomer.
In 1982 werden de lijnen 1, 2, 4, 4S, 6 en 7 vernummerd in respectievelijk 91, 92, 94, 94S, 96 en 97. De dienst van lijn 1 naar Purmerend werd lijn 90. De Zaanse stadslijnen 12-14 werden vernummerd in lijnen 82-84. Lijn 41 naar Assendelft werd vernummerd in lijn 81 en gecombineerd met de tak naar de Haven, lijn 42 werd vernummerd tot lijn 87 en werd bij het sluiten van halte Hembrug hierlangs verlegd en lijn 44 werd vernummerd in lijn 86. 
Het stadsnet bestond toen uit de volgende lijnen:
- Lijn 81: Haven- Station - Westzaan - Assendeft
- Lijn 82: Kalf - Vincent van Goghweg - Station
- Lijn 83: Kogerveld - Peperstraat- Station
- Lijn 84: Poelenburg - Peldersveld- Peperstraat - Station
- Lijn 86: Koog aan de Zaan - Zaandijk - Westzaan - Station
- Lijn 87: Hembrug - Station - Prins Berhardplein - Koog aan de Zaan - Zaandijk Rooswijk- Station Koog aan de Zaan

Lijn 91 werd gesplitst in lijn 91 en lijn 93 (recreatielijn, rechtstreeks over het Noordeinde naar Den Ilp en het Twiske). 

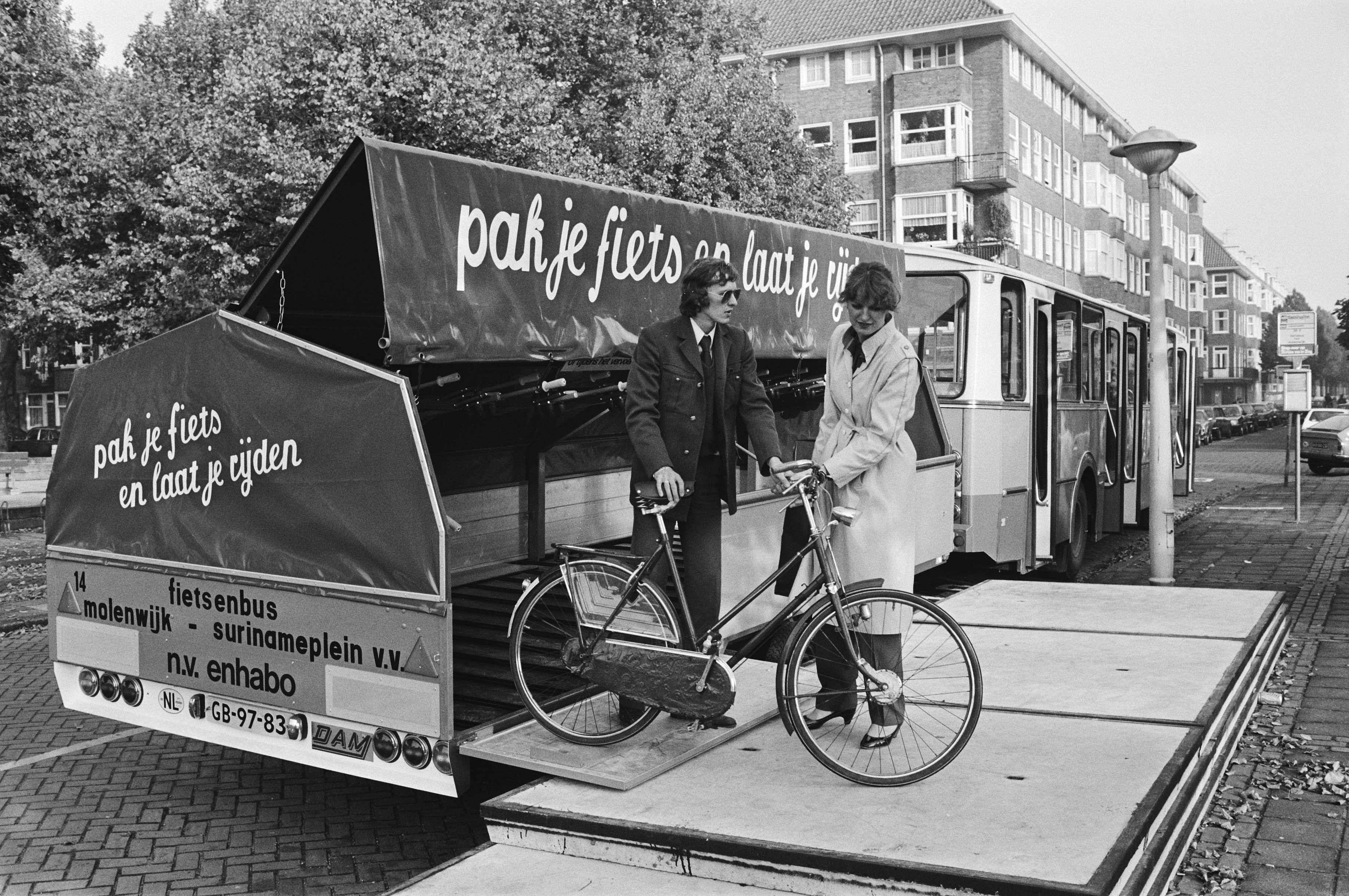
Fietsaanhanger achter bus, 1982

Ook zorgde de ENHABO in het najaar van 1982 voor de bussen en chauffeurs op GVB-fietsbuslijn 36F. Het GVB zorgde voor de aanhanger en een begeleider. Door gebrek aan belangstelling werd deze lijn binnen korte tijd weer opgeheven.
Bij de opening van het nieuwe station Zaandam werd dit nu door alle buslijnen aangedaan waarbij het busstation in de Peperstraat verloor in betekenis.   
Van 24 november tot 3 december 1983 staakte het ENHABO-personeel in het kader van de ambtenarenstakingen tegen het korten van loon 10 dagen achter elkaar.
In 1984 verloor de ENHABO lijn 94S aan het GVB en werd daar nog tot 1986 onder het lijnnummer 45 gereden. Ook vervielen de diensten van chauffeurs op GVB-lijnen. Er gingen 6 chauffeurs over naar het GVB.
Met de zomerdienst van 1986 werd spitslijn 96 onder druk van het ministerie opgeheven. Lijn 93 verviel weer en een deel van de ritten van lijn 91 reed nu naar het Twiske. Lijn 97 werd verlegd naar de Marnixstraat in plaats van Station Zuid bij de komst van de west-tak van de NS in 1986.
Lijn 97 tot dan toe de beste buslijn van de ENHABO, met een voor een streekvervoerder ongebruikelijk hoge frequentie van 5 minuten tussen Amsterdam en Zaandam in de spitsrichting, werd op alle dagen en uren teruggebracht tot een halfuursdienst. Door de verlegging naar de Marnixstraat raakte lijn 97 een groot deel van zijn passagiers kwijt. Een deel van de passagiers week naast de Schiphollijn uit naar de nieuwe GVB lijn 48 voorloper van metrolijn 50.
Ook werd in samenwerking met het GVB en CN een lijn 64 gereden tussen Zaandam Peperstraat en Plein 1960 in Amstelveen via Station Sloterdijk. In de zomer werd het Zaanse gedeelte nog apart gereden door de ENHABO met eigen bussen. Met de winterdienst werd de lijn doorgaand gereden waarbij de ENHABO drie diensten reed met de GVB 270-274 (zie Busmaterieel van Enhabo). Na een jaar werd de tak van lijn 64 naar Zaandam opgeheven en vervangen door een spitslijn 98. Door de nieuw geopende Zeeburgertunnel verscheen de "tunnelexpress".

### Overname door NZH
In 1990 ging het financieel slecht met de ENHABO en werd er surseance van betaling verleend. De kosten bij de ENHABO waren hoger dan bij andere streekvervoerders omdat de arbeidsvoorwaarden, maar ook het loon, vrijwel gelijk waren aan die van het GVB en in sommige gevallen zelfs nog gunstiger. Dit in tegenstelling tot de arbeidsvoorwaarden en het loon bij het streekvervoer, dat lager was dan bij het stadsvervoer. Daarom wilde het personeel en de vakbonden het liefst een fusie met het GVB en werd er regelmatig gestaakt om de eisen kracht bij te zetten. Ook het GVB-personeel verklaarde zich solidair en staakte een aantal keren mee. De GVB-bussen reden toen met een sticker 'ENHABO hoort bij GVB en het kan'.
Er werd overleg gepleegd met de bewindvoerder over een eventuele overname door het GVB van de naar Amsterdam rijdende streeklijnen, maar dit ging uiteindelijk niet door omdat de gemeente Amsterdam niet meer wilde opdraaien voor de hogere loonkosten. De gemeente Amsterdam, maar ook Zaandam, besloten de aandelen aan de NZH over te dragen, wat eind november 1990 gebeurde.
De NZH wilde de ENHABO graag inlijven omdat er dan een samenhangend net zou ontstaan. Tot dan exploiteerde de NZH twee lijnen in de Zaanstreek, lijn 123 van Beverwijk via Assendelft, Wormerveer, Wormer en Jisp naar Purmerend en lijn 125 van Wormerveer via Westknollendam, Markenbinnen, De Rijp naar Alkmaar.
De bewindvoerder ging akkoord en op 24 april 1991 werd de ENHABO dan ook overgenomen door de NZH. De eerste jaren presenteerde de NZH het vervoergebied als NZH Zaanstreek.
Lijn 97 werd in 1992 vernummerd in lijn 89, omdat de NZH al een lijn 97 bezat van Alkmaar naar Leeuwarden, via de Afsluitdijk (thans Qliner lijn 350). De eerste jaren veranderde het ENHABO-gezicht maar langzaam. De meeste bussen bleven de eerste jaren in hun ENHABO uitmonstering rijden maar langzamerhand verdween het ENHABO-materieel en werd vervangen door NZH-materieel. De NZH is in 1999 opgegaan in Connexxion.

### Jaren 2010-2023
Alleen de lijnen (3)92 en (3)94 hadden nog deels hun voormalige ENHABO-route, maar met de routewijziging van lijn 92 per 12 december 2010 rijdt er door een groot deel van Kadoelen geen bus meer. Deze behoorde ooit tot belangrijkste ENHABO routes (destijds lijnen 1 en 2). Ook per 12 december 2010 is de in 1977 in gebruik genomen ENHABO garage in de Achtersluispolder (toen ter vervanging van het verouderde complex in Landsmeer) verlaten en worden de (toen nieuwe) bussen in de openlucht gestald.
Per 11 december 2011 ging de concessie Waterland, met daarbij de Purmerend en Landsmeer-lijnen 88, 93 en 173 naar het Israëlische EBS en werden vernummerd in lijn 121, 122/124 en 125/225. 
Op 17 augustus 2014 werd lijn 125 opgewaardeerd tot R-net lijn 319 en kreeg een snellere route en een hogere frequente waarbij behalve in de avonduren niet meer via het Buikslotermeerplein wordt gereden. Lijn 225 werd door de uitbreiding overbodig en werd opgeheven. Lijn 124 werd vernummerd in lijn 125 en ingekort tot het traject Landsmeer-Buikslotermeerplein en in frequentie verlaagd. Het gedeelte tussen Purmerend en Landsmeer van lijn 122 werd opgenomen in lijn 125.

### Tegenwoordig
Op 10 december 2023 nam EBS het vervoer in de Zaanstreek over van Connexxion waarmee het gehele voormalige ENHABO gebied weer door één vervoerder wordt gereden. (dit betreft de stadslijnen 63, 64, 67 en 69, de streeklijnen 65, 111, 119, 394 en 395 (voormalige lijn 97) en buurtbuslijnen 414 en 456).

## Materieel

### ENHABO-museumbussen
| Nummer | Serie   | Bouwjaar | Bewaard door        | Opmerking                                          | Afbeelding |
| ------ | ------- | -------- | ------------------- | -------------------------------------------------- | ---------- |
| 244    | 200-244 | 1957     | Haags Bus Museum    | Was onderdeel van de collectie van Stichting MUSA. |            |
| 95     | 93-98   | 1970     | Stichting BRAM      | Was onderdeel van de collectie van Stichting MUSA. |            |
| 114    | 105-136 | 1975     | NOV te Ouwsterhaule | Was onderdeel van de collectie van Stichting MUSA. |            |
| 402    | 401-402 | 1986     | Stichting BRAM      | Was onderdeel van de collectie van NOV.            |            |